# Uzdrowiska górskie
Uzdrowiskiem nazywa się obszar mający złoża naturalnych surowców leczniczych, dostęp do wody morskiej i klimat o właściwościach leczniczych, albo jeden z tych czynników oraz zakłady i urządzenia lecznictwa uzdrowiskowego jak również sprzyjające warunki środowiskowe i sanitarne, w których prowadzone jest metodyczne leczenie określonych chorób oraz może być prowadzona działalność wypoczynkowo turystyczna. 
Należy pamiętać, że o tym czy miejscowość jest statutowo uznana za uzdrowisko decyduje ustawa.

## Kryteria podziału uzdrowisk górskich
Według kryterium zasobów naturalnych i walorów środowiskowych, uzdrowiska dzieli się na:
- górskie uzdrowiska klimatyczne, gdzie jest prowadzona działalność wykorzystująca głównie walory klimatyczne gór, które są potwierdzone naukowo. Uzdrowiska takie posiadają terenowe urządzenia do klimatoterapii;
- górskie zdrojowiska wykorzystujące zabiegi z użyciem wody leczniczej;
- górskie uzdrowiska borowinowe, w których prowadzi się działalność leczniczą wykorzystującą naturalny surowiec leczniczy jakim jest borowina;
- uzdrowiska nadmorskie. Prowadzi się w nich działalność leczniczą wykorzystującą specyficzne właściwości klimatu nadmorskiego oraz stosuje się do zabiegów wodę morską. Ten rodzaj uzdrowisk w Polsce nie łączy się z górami. Na świecie można znaleźć jednak górzyste ukształtowanie linii brzegowej wielkich akwenów, w tym mórz;
- górskie uzdrowiska lecznictwa podziemnego- u. subterraneo- terapeutyczne. W celach leczniczych wykorzystuje się w tych uzdrowiskach mikroklimat podziemnych wyrobisk, który odznacza się korzystną jonizacją powietrza, obecnością aerozolu leczniczego, a także jest ona pozbawiony wszelkich alergenów i mikroorganizmów chorobotwórczych.

Według położenia n.p.m., uzdrowiska dzieli się na:
- uzdrowiska podgórskie, położone na wysokości między 300 a 500 m n.p.m.;
- uzdrowiska górskie, położone na wysokości od 500 do 700 m n.p.m.;
- uzdrowiska wysokogórskie, położone powyżej 700 m n.p.m.

## Górskie leczenie uzdrowiskowe
Górskie leczenie uzdrowiskowe różni się tym od leczenia szpitalnego, że odbywa się nie tylko w jednym obiekcie leczniczym. Leczenie uzdrowiskowe jest realizowane w całej górskiej miejscowości, która posiada rozbudowaną infrastrukturę, naturalne surowce lecznicze, odpowiednie walory klimatyczno krajobrazowe.
Działalność lecznicza, która jest prowadzona na terenie górskich i podgórskich uzdrowisk w Polsce polega na leczeniu lub zapobieganiu chorobom przez wykorzystanie różnych warunków przyrodoleczniczych. Ma ona ważne znaczenie dla podnoszenia stanu zdrowotnego całego społeczeństwa. Zasadniczym celem górskiego lecznictwa uzdrowiskowego jest odnowa sił psycho-fizycznych oraz usprawnienie jego zdolności do pracy. Cel ten jest realizowany za pomocą kompleksowej realizacji zespołowych metod leczenia uzdrowiskowego.